# Plenty of Power
Plenty of Power è il decimo album in studio del gruppo heavy metal canadese Anvil, pubblicato nel 2001.

## Tracce
1. Plenty of Power – 4:02
2. Groove Science – 3:21
3. Ball of Fire – 3:51
4. The Creep – 3:39
5. Computer Drone – 6:16
6. Beat the Law – 3:35
7. Pro Wrestling – 4:28
8. Siren of the Sea – 4:15
9. Disgruntled – 3:20
10. Real Metal – 4:23